# 东太平街 (北京)
39°54′06″N 116°21′37″E / 39.90171°N 116.36026°E
东太平街，是位于北京市西城区中部的一条胡同。

## 简介
东太平街为东西走向，西部略微呈弧形向北折，东到佟麟阁路，西到闹市口南街，北紧邻新文化街。全长479米，平均宽4米。原来是金中都北护城河的河道。明朝此地纳入北京内城。清朝河道干涸，形成街巷，因为此地接近太平湖，初称“太平街”。后来以今闹市口南街为界，以东改称“东太平街”，与西太平街相对。1965年北京市整顿地名，杠房胡同并入，统称“东太平街”。